# Tancheng, Anhui
Tancheng (kinesiska: 坛城) är en köping i östra Kina. Den ligger i Mengcheng härad i staden Bozhou i provinsen Anhui, omkring 190 kilometer norr om provinshuvudstaden Hefei. Antalet invånare är 45113. Befolkningen består av 23 414 kvinnor och 21 699 män. Barn under 15 år utgör 24,0 %, vuxna 15-64 år 65 %, och äldre över 65 år 10,0 %.